# Helvia Recina Volley Macerata 2024-2025
Questa voce raccoglie le informazioni riguardanti l'Helvia Recina Volley Macerata nelle competizioni ufficiali della stagione 2024-2025.

## Stagione
Nella stagione 2024-25 l'Helvia Recina Volley Macerata assume la denominazione sponsorizzata di Cbf Balducci Hr Macerata.
Partecipa per la quinta volta, la seconda consecutiva, al campionato di Serie A2 terminando il girone A della regular season al terzo posto in classifica; nella pool promozione giunge al secondo posto ed ottiene l'accesso ai play-off promozione dove, con la vittoria in finale contro la Sant'Anna, conquista la promozione in Serie A1.
A seguito del terzo posto in classifica al termine del girone di andata, si qualifica per la Coppa Italia di Serie A2 dove viene superata nei quarti di finale dalla Futura Giovani.

## Organigramma societario
Area direttiva
- Presidente: Pietro Paolella
- Direttore sportivo: Maurizio Storani
- Team manager: Lucia Bosetti

Area tecnica
- Allenatore: Valerio Lionetti
- Allenatore in seconda: Luca Marinelli
- Assistente allenatore: Nicola Bacaloni
- Scout man: Marco Malatini

Area comunicazione
- Responsabile comunicazione: Matteo Lattanzi
- Ufficio stampa: Carlo Perri
- Fotografo: Roberto Bartomeoli
- Speaker: Marco Moscatelli

Area marketing
- Responsabile marketing: Pamela Marchionni

Area sanitaria
- Medico sociale: Francesco Maracci, Sergio Giorgetti
- Preparatore atletico: Gabriele Rudi
- Responsabile sanitario: Pier Damiano Bertini
- Fisioterapista: Pier Damiano Bertini, Federica Ancidei, Nicola Gigli
- Osteopata: Matteo Ricci
- Nutrizionista: Greta Accoroni

## Rosa
| N° | Nome              | Ruolo | Data di nascita   | Nazionalità sportiva |
| -- | ----------------- | ----- | ----------------- | -------------------- |
| 1  | Giulia Bresciani  | L     | 27 settembre 1992 | Italia               |
| 2  | Valeria Battista  | S     | 23 gennaio 2001   | Italia               |
| 5  | Safa Allaoui      | P     | 1º febbraio 2006  | Italia               |
| 6  | Aurora Morandini  | L     | 14 luglio 2000    | Italia               |
| 7  | Asia Bonelli      | P     | 4 settembre 2000  | Italia               |
| 8  | Alessia Mazzon    | C     | 17 agosto 1998    | Italia               |
| 9  | Lea Orlandi       | C     | 7 agosto 2006     | Italia               |
| 10 | Daniela Bulaich   | S     | 5 settembre 1997  | Argentina            |
| 11 | Federica Braida   | P     | 31 agosto 2000    | Italia               |
| 12 | Federica Busolini | C     | 22 luglio 1999    | Italia               |
| 14 | Alessia Fiesoli   | S     | 25 maggio 1994    | Italia               |
| 15 | Camilla Sanguigni | S     | 19 gennaio 2001   | Italia               |
| 16 | Sara Caruso       | C     | 5 febbraio 2001   | Italia               |
| 17 | Clara Decortes    | O     | 7 marzo 1996      | Italia               |

## Mercato
| Acquisti                               | Acquisti          | Acquisti             | Acquisti   |
| R.                                     | Nome              | da                   | Modalità   |
| -------------------------------------- | ----------------- | -------------------- | ---------- |
| S                                      | Valeria Battista  | Sant'Anna            | definitivo |
| P                                      | Federica Braida   | Black Angels Perugia | definitivo |
| S                                      | Daniela Bulaich   | Alba                 | definitivo |
| C                                      | Sara Caruso       | Montecchio Maggiore  | definitivo |
| O                                      | Clara Decortes    | Mondovì              | definitivo |
| C                                      | Lea Orlandi       | Imoco II             | definitivo |
| S                                      | Camilla Sanguigni | Arzano               | definitivo |
| Trasferimenti nel corso della stagione |                   |                      |            |
| P                                      | Safa Allaoui      | Volleyrò             | definitivo |

| Cessioni                               | Cessioni           | Cessioni                   | Cessioni   |
| R.                                     | Nome               | a                          | Modalità   |
| -------------------------------------- | ------------------ | -------------------------- | ---------- |
| S                                      | Alessia Bolzonetti | Bergamo 1991               | definitivo |
| C                                      | Laura Broekstra    | Franches-Montagnes         | definitivo |
| C                                      | Giada Civitico     | Vallecamonica Sebino       | definitivo |
| O                                      | Danijela Džaković  | Milli Aviasiya Akademiyası | definitivo |
| P                                      | Alessia Masciullo  | San Giorgio                | definitivo |
| S                                      | Giorgia Quarchioni | Giannino Pieralisi         | definitivo |
| O                                      | Federica Stroppa   | Millenium Brescia          | definitivo |
| S                                      | Arianna Vittorini  | Rinascita Firenze          | definitivo |
| Trasferimenti nel corso della stagione |                    |                            |            |
| P                                      | Federica Braida    | Castelfranco               | definitivo |

## Risultati

### Serie A2

#### Girone di andata
| 1ª Giornata - 5 ottobre 2024 PalaRadi, Cremona             | Casalmaggiore        | 0 - 3 | Helvia Recina     | 14-25, 19-25, 14-25        |
| 2ª Giornata - 13 ottobre 2024 PalaFontescodella, Macerata  | Helvia Recina        | 3 - 0 | Mondovì           | 25-14, 25-17, 25-21        |
| 3ª Giornata - 20 ottobre 2024 PalaBione, Lecco             | Lecco Picco          | 0 - 3 | Helvia Recina     | 20-25, 25-27, 19-25        |
| 4ª Giornata - 27 ottobre 2024 PalaFontescodella, Macerata  | Helvia Recina        | 1 - 3 | Adolfo Consolini  | 22-25, 22-25, 25-19, 22-25 |
| 5ª Giornata - 3 novembre 2024 PalaRescifina, Messina       | Sant'Anna            | 3 - 1 | Helvia Recina     | 25-23, 17-25, 25-15, 25-14 |
| 6ª Giornata - 9 novembre 2024 PalaFontescodella, Macerata  | Helvia Recina        | 3 - 0 | Millenium Brescia | 25-22, 25-21, 25-21        |
| 7ª Giornata - 17 novembre 2024 PalaRuggi, Imola            | CLAI Imola           | 0 - 3 | Helvia Recina     | 23-25, 12-25, 18-25        |
| 8ª Giornata - 24 novembre 2024 PalaFontescodella, Macerata | Helvia Recina        | 3 - 1 | Castelfranco      | 22-25, 25-15, 25-15, 25-15 |
| 9ª Giornata - 1º dicembre 2024 Pala CBL, Costa Volpino     | Vallecamonica Sebino | 3 - 1 | Helvia Recina     | 25-22, 16-25, 26-24, 26-24 |

#### Girone di ritorno
| 10ª Giornata - 8 dicembre 2024 PalaFontescodella, Macerata                        | Helvia Recina     | 3 - 0 | Casalmaggiore        | 25-13, 25-17, 26-24        |
| 11ª Giornata - 14 dicembre 2024 PalaManera, Mondovì                               | Mondovì           | 0 - 3 | Helvia Recina        | 14-25, 14-25, 15-25        |
| 12ª Giornata - 22 dicembre 2024 PalaFontescodella, Macerata                       | Helvia Recina     | 3 - 0 | Lecco Picco          | 25-20, 25-15, 25-19        |
| 13ª Giornata - 26 dicembre 2024 Palazzetto dello Sport, San Giovanni in Marignano | Adolfo Consolini  | 3 - 1 | Helvia Recina        | 26-24, 21-25, 25-20, 25-18 |
| 14ª Giornata - 5 gennaio 2025 PalaFontescodella, Macerata                         | Helvia Recina     | 3 - 1 | Sant'Anna            | 19-25, 25-20, 25-22, 25-23 |
| 15ª Giornata - 12 gennaio 2025 PalaGeorge, Montichiari                            | Millenium Brescia | 1 - 3 | Helvia Recina        | 22-25, 25-20, 12-25, 23-25 |
| 16ª Giornata - 19 gennaio 2025 PalaFontescodella, Macerata                        | Helvia Recina     | 3 - 0 | CLAI Imola           | 25-10, 25-18, 25-14        |
| 17ª Giornata - 26 gennaio 2025 PalaParenti, Santa Croce sull'Arno                 | Castelfranco      | 0 - 3 | Helvia Recina        | 20-25, 16-25, 15-25        |
| 18ª Giornata - 2 febbraio 2025 PalaFontescodella, Macerata                        | Helvia Recina     | 3 - 0 | Vallecamonica Sebino | 25-21, 25-22, 25-23        |

#### Pool promozione
| 1ª Giornata - 16 febbraio 2025 Sanbàpolis, Trento             | Trentino       | 2 - 3 | Helvia Recina  | 25-21, 25-23, 21-25, 15-25, 8-15 |
| 2ª Giornata - 19 febbraio 2025 PalaFontescodella, Macerata    | Helvia Recina  | 3 - 1 | Melendugno     | 25-20, 25-16, 20-25, 25-16       |
| 3ª Giornata - 23 febbraio 2025 PalaFontescodella, Macerata    | Helvia Recina  | 3 - 0 | Fratte         | 25-20, 25-20, 25-19              |
| 4ª Giornata - 1º marzo 2025 PalaRadi, Cremona                 | Esperia        | 0 - 3 | Helvia Recina  | 16-25, 29-31, 22-25              |
| 5ª Giornata - 9 marzo 2025 PalaFontescodella, Macerata        | Helvia Recina  | 3 - 1 | Futura Giovani | 25-14, 25-17, 22-25, 25-16       |
| 6ª Giornata - 12 marzo 2025 PalaFontescodella, Macerata       | Helvia Recina  | 3 - 1 | Trentino       | 25-17, 25-14, 20-25, 25-20       |
| 7ª Giornata - 16 marzo 2025 Palasport Da Copertino, Lecce     | Melendugno     | 0 - 3 | Helvia Recina  | 18-25, 21-25, 22-25              |
| 8ª Giornata - 22 marzo 2025 Palazzo dello Sport, Trebaseleghe | Fratte         | 1 - 3 | Helvia Recina  | 25-14, 19-25, 24-26, 17-25       |
| 9ª Giornata - 26 marzo 2025 PalaFontescodella, Macerata       | Helvia Recina  | 3 - 0 | Esperia        | 26-24, 25-20, 25-20              |
| 10ª Giornata - 29 marzo 2025 PalaBorsani, Castellanza         | Futura Giovani | 3 - 1 | Helvia Recina  | 28-26, 13-25, 25-18, 25-23       |

#### Play-off promozione
| Semifinali (gara 1) - 6 aprile 2025 PalaFontescodella, Macerata  | Helvia Recina | 3 - 1 | Trentino      | 25-23, 18-25, 25-20, 26-24        |
| Semifinali (gara 2) - 9 aprile 2025 PalaTrento, Trento           | Trentino      | 3 - 2 | Helvia Recina | 25-23, 27-25, 21-25, 18-25, 15-12 |
| Semifinali (gara 3) - 13 aprile 2025 PalaFontescodella, Macerata | Helvia Recina | 3 - 1 | Trentino      | 23-25, 25-14, 25-17, 25-15        |
| Finale (gara 1) - 20 aprile 2025 PalaFontescodella, Macerata     | Helvia Recina | 3 - 0 | Sant'Anna     | 25-22, 25-12, 25-16               |
| Finale (gara 2) - 23 aprile 2025 PalaRescifina, Messina          | Sant'Anna     | 1 - 3 | Helvia Recina | 25-18, 19-25, 23-25, 21-25        |

### Coppa Italia di Serie A2
| Quarti di finale - 18 dicembre 2024 PalaBorsani, Castellanza | Futura Giovani | 3 - 2 | Helvia Recina | 25-19, 18-25, 23-25, 25-17, 15-10 |

## Statistiche

### Statistiche di squadra
| Competizione             | Punti | In casa | In casa | In casa | In trasferta | In trasferta | In trasferta | Totale | Totale | Totale |
| Competizione             | Punti | G       | V       | P       | G            | V            | P            | G      | V      | P      |
| ------------------------ | ----- | ------- | ------- | ------- | ------------ | ------------ | ------------ | ------ | ------ | ------ |
| Serie A2                 | 68    | 17      | 16      | 1       | 16           | 11           | 5            | 33     | 27     | 6      |
| Coppa Italia di Serie A2 |       | 0       | 0       | 0       | 1            | 0            | 1            | 1      | 0      | 1      |
| Totale                   | -     | 17      | 16      | 1       | 17           | 11           | 6            | 34     | 27     | 7      |

G = partite giocate; V = partite vinte; P = partite perse 

### Statistiche dei giocatori
| Giocatore    | Serie A2 | Serie A2 | Serie A2 | Serie A2 | Serie A2 | Coppa Italia di Serie A2 | Coppa Italia di Serie A2 | Coppa Italia di Serie A2 | Coppa Italia di Serie A2 | Coppa Italia di Serie A2 | Totale | Totale | Totale | Totale | Totale |
| Giocatore    | P        | PT       | AV       | MV       | BV       | P                        | PT                       | AV                       | MV                       | BV                       | P      | PT     | AV     | MV     | BV     |
| ------------ | -------- | -------- | -------- | -------- | -------- | ------------------------ | ------------------------ | ------------------------ | ------------------------ | ------------------------ | ------ | ------ | ------ | ------ | ------ |
| S. Allaoui   | 17       | 14       | 4        | 6        | 4        | 1                        | 0                        | 0                        | 0                        | 0                        | 18     | 14     | 4      | 6      | 4      |
| V. Battista  | 33       | 373      | 328      | 32       | 13       | 1                        | 13                       | 11                       | 1                        | 1                        | 34     | 386    | 339    | 33     | 14     |
| A. Bonelli   | 32       | 67       | 24       | 30       | 13       | 1                        | 0                        | 0                        | 0                        | 0                        | 33     | 67     | 24     | 30     | 13     |
| F. Braida    | 5        | 4        | 0        | 0        | 4        | -                        | -                        | -                        | -                        | -                        | 5      | 4      | 0      | 0      | 4      |
| G. Bresciani | 32       | 0        | 0        | 0        | 0        | 1                        | 0                        | 0                        | 0                        | 0                        | 33     | 0      | 0      | 0      | 0      |
| D. Bulaich   | 31       | 266      | 228      | 29       | 9        | 1                        | 4                        | 3                        | 0                        | 1                        | 32     | 270    | 231    | 29     | 10     |
| F. Busolini  | 14       | 38       | 28       | 9        | 1        | 0                        | 0                        | 0                        | 0                        | 0                        | 14     | 38     | 28     | 9      | 1      |
| S. Caruso    | 31       | 255      | 132      | 111      | 12       | 1                        | 5                        | 4                        | 0                        | 1                        | 32     | 260    | 136    | 111    | 13     |
| C. Decortes  | 32       | 603      | 539      | 34       | 30       | 1                        | 21                       | 21                       | 0                        | 0                        | 33     | 624    | 560    | 34     | 30     |
| A. Fiesoli   | 29       | 164      | 136      | 17       | 11       | 1                        | 8                        | 6                        | 2                        | 0                        | 30     | 172    | 142    | 19     | 11     |
| A. Mazzon    | 33       | 336      | 251      | 64       | 21       | 1                        | 11                       | 11                       | 0                        | 0                        | 34     | 347    | 262    | 64     | 21     |
| A. Morandini | 31       | 1        | 0        | 0        | 1        | 1                        | 0                        | 0                        | 0                        | 0                        | 32     | 1      | 0      | 0      | 1      |
| L. Orlandi   | 5        | 2        | 1        | 1        | 0        | 1                        | 0                        | 0                        | 0                        | 0                        | 6      | 2      | 1      | 1      | 0      |
| C. Sanguigni | 13       | 0        | 0        | 0        | 0        | 1                        | 1                        | 1                        | 0                        | 0                        | 14     | 1      | 1      | 0      | 0      |

P = presenze; PT = punti totali; AV = attacchi vincenti; MV = muri vincenti; BV = battute vincenti